# شبه‌کریستال

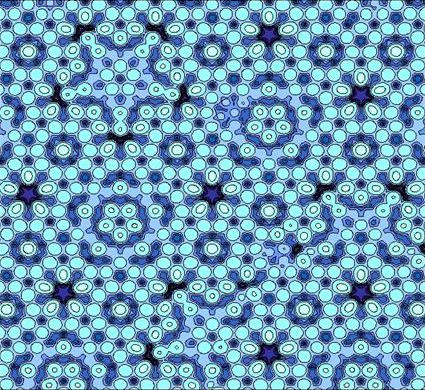
مدل اتمی یک شبه بلور آلومینیوم - نقره

شبه‌بلور یا شبه‌کریستال ،(به انگلیسی: Quasicrystal)، نوعی شکل ساختاری منظم فاقد تناوب تکراری است. این ساختارها، الگوهایی را تشکیل می‌دهند که همه فضاهای شبکه بلوری را حتی در صورت وجود نقض تقارنی پر کنند.

## تاریخچه

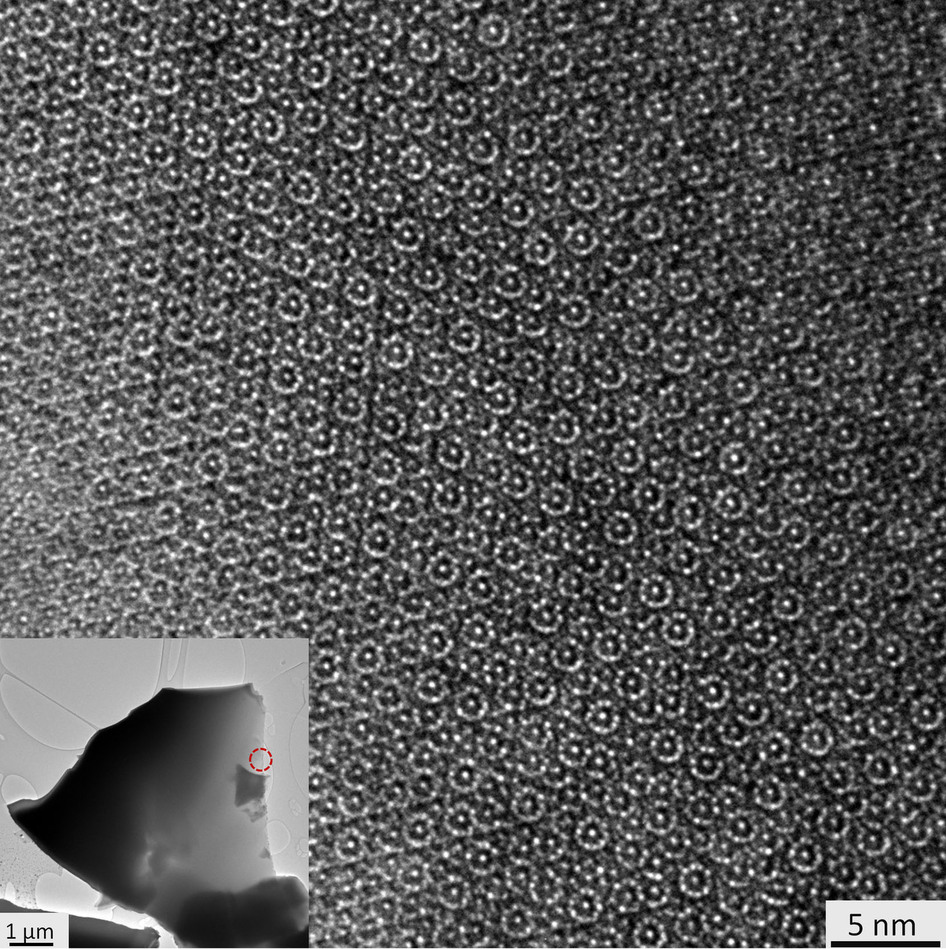
Atomic image of a micron-sized grain of the natural Al_{71}Ni_{24}Fe_{5} quasicrystal (shown in the inset) from a Khatyrka meteorite. The corresponding diffraction patterns reveal a ten-fold symmetry.

تا سال ۱۹۸۴، مواد جامد به دو دستهٔ کریستال‌ها و مواد آمورف دسته‌بندی می‌شد. اما در سال ۱۹۸۴ دانیل شختمن در آزمایشگاه استاندارد آمریکا واقع در واشینگتن در حین آزمایش بر روی آلیاژ آلومینیم منگنز سریع منجمد شده ساختاری را مشاهده نمود که نه کریستال - بود و نه جز مواد آمورف به‌شمار می‌رفت. این ساختار دارای فاز ایکازوهدرال (بیست وجهی) بود که دارای محورهای تقارن چرخشی از نوع ۳ و ۵ بود. در حالیکه محور تقارن چرخشی از نوع درجه ۵ در، درجه ۱ کریستالها وجود ندارد. از طرفی پراش الکترونی SAD که توسط میکروسکوپ الکترونی عبوری (TEM)از این فاز گرفته شده بود علاوه بر اثبات تقارن درجه ۵، نظم بلند دامنه اتمی را نیز آشکار ساخت. انجمن بین‌المللی کریستالوگرافی به‌طور رسمی در سال ۱۸۸۴ یعنی ۴۱ سال پس از مشاهده اولین شبه کریستال، تعریف خود را از کریستال‌ها تغییر داد و شبه کریستال‌ها هویت خود را بدست آوردند.

## خواص کلی شبه کریستالها
- جذب نور
- چسبندگی کم
- اصطکاک کم
- عایق حرارت
- مقاومت بالا در برابر خوردگی
- عایق الکتریسیته در دماهای کم
- شکنندگی
- سختی بسیار بالا

## کاربردهای شبه کریستالها
- پوشش‌های نچسب و فیلم نازک
- نانوذرات شبه کریستالی
- فاز تقویت‌کننده در کامپوزیت‌ها
- ذخیره‌سازی هیدروژن
- جذب نور فروسرخ
- عایق حرارتی
- محافظت در برابر خوردگی و اکسیداسیون
- کاتالیست‌ها
- خواص نو

## ساختار
شبه بلورها، ساختاری غیرمعمول از مواد جامد هستند که از دو گروه اتم که به دو آرایش مختلف در فواصل مختلف تکرار می‌شوند، ساخته شده‌اند؛ در حالی که در یک بلور معمولی، یک گروه اتم به شکل منظم تکرار می‌شوند. این تفاوت‌ها موجب می‌شود شبه بلورها از تقارن کروی بیشتری نسبت به بلورهای معمولی برخوردار باشند. جالب این که برخی از این تقارن‌ها محال است در یک بلور معمولی روی بدهد.

## جایزه نوبلشیمی
دانیل شختمن به پاس پژوهش‌هایش در زمینه شبه‌بلورها برنده جایزه نوبل شیمی در سال ۲۰۱۱ میلادی شد.